# ヒンドゥスタン・アンバサダー

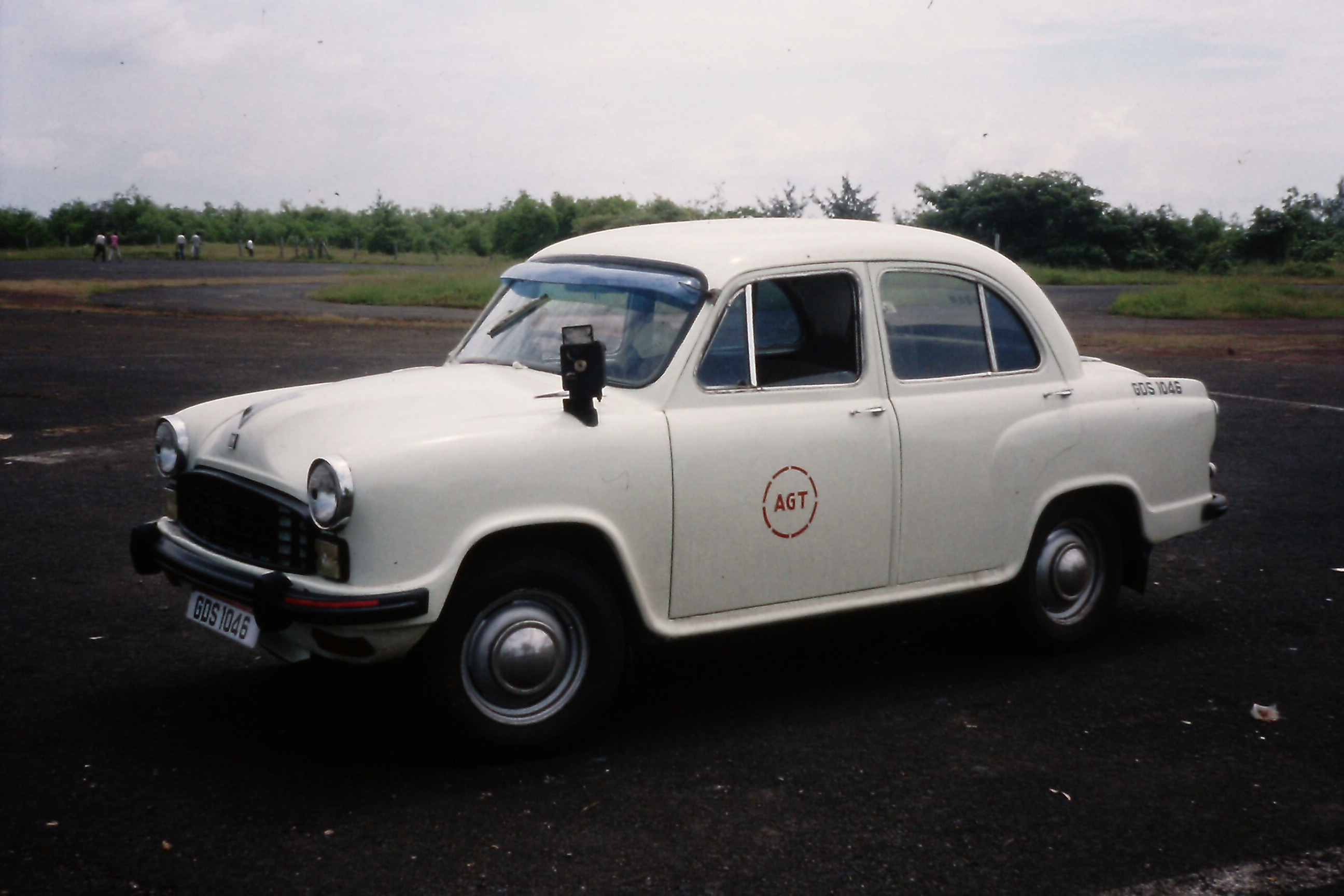
第4世代のアンバサダー

ヒンドゥスタン・アンバサダーは、インドのヒンドゥスタン・モーターズ（Hindustan Motors Limited、略称：HM）が1958年から2014年まで生産した自動車で、インドの国民車として知られる。

## 概要

### 生産開始

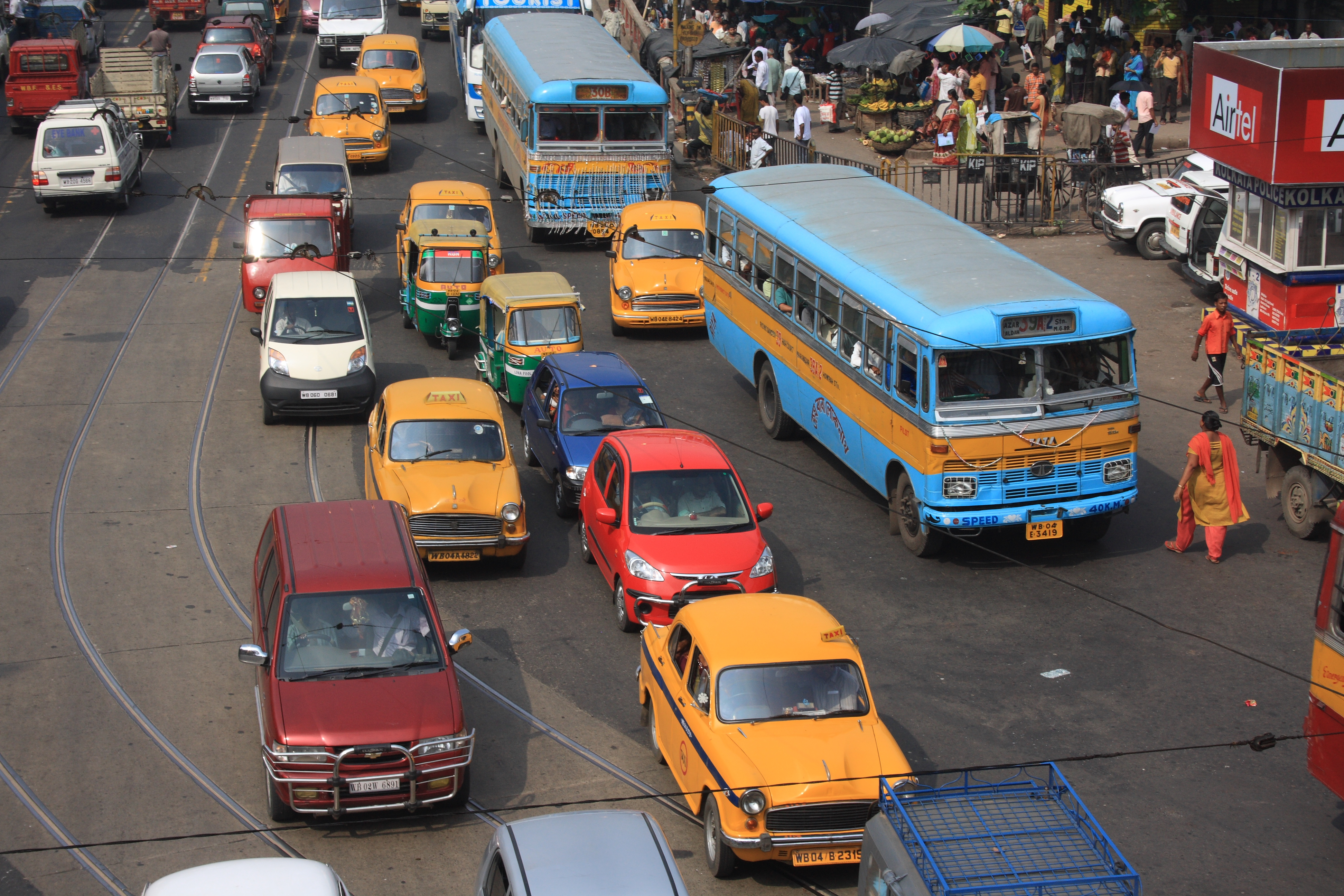
インドではどこでも見られた光景。タクシーはほとんどアンバサダーだった。

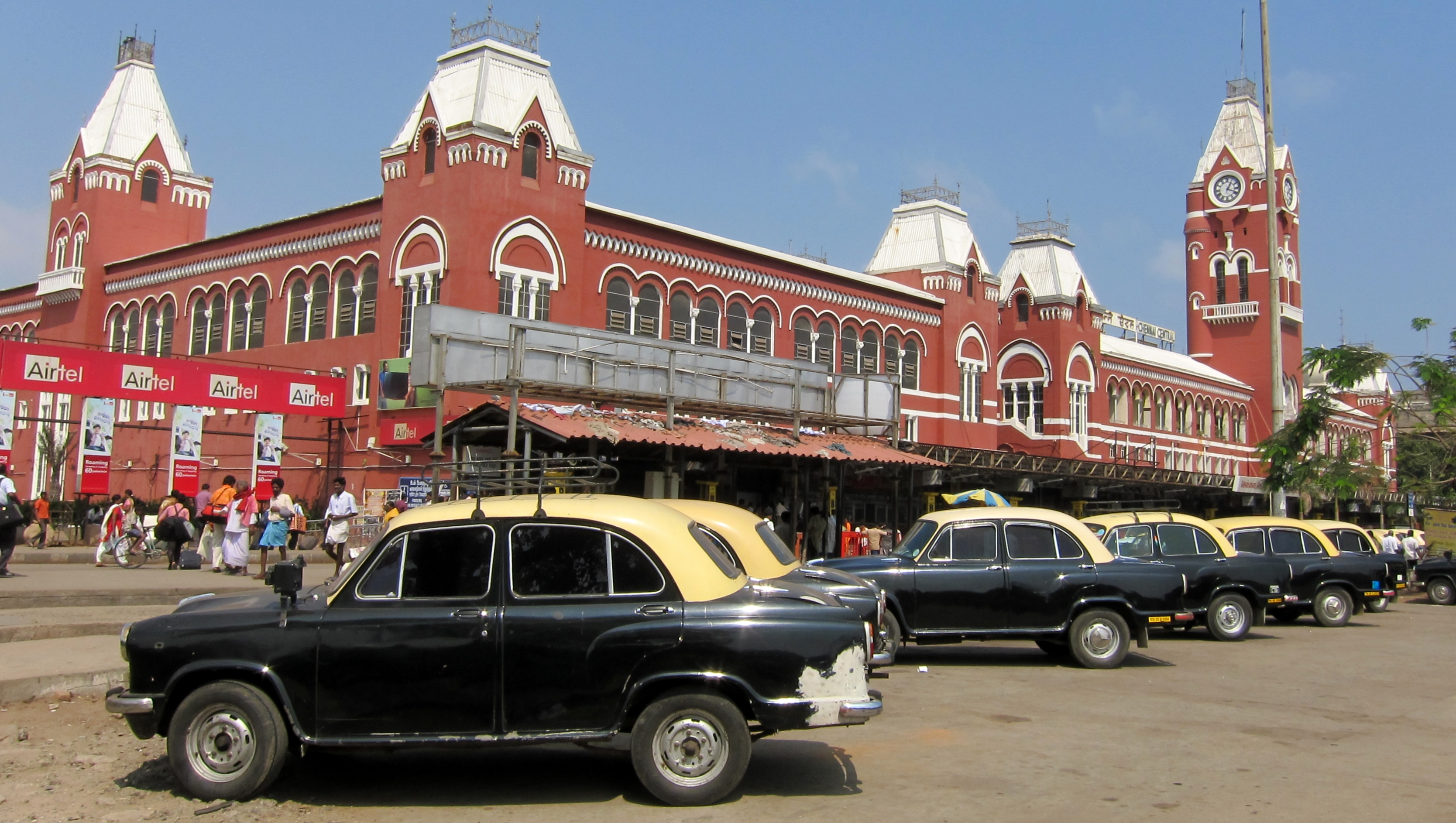
チェンナイ中央駅前。

ベース車はイギリスで1956年に生産が開始された「モーリス・オックスフォード シリーズⅢ」で、その生産設備ごとヒンドゥスタン・モーターズに売却され、1958年よりインド国内で生産が開始された。元の設計よりも地上高が高められていることや、構造が単純であるため修理が簡単であったこと、パーツが安く豊富にそろえやすいことなど、インドの国内事情や道路状況にうまく対応していたため、普及が進んだ。インドでは輸入車への関税が高率であったため、タクシーを含め自動車はアンバサダー一色となった。

### 生産終了
しかし、その後インド経済の活性化とともに、アンバサダーは古い植民地時代のインドのシンボルとして若い世代から敬遠されるようになり、輸入制限の撤廃と同時に売れ行きが急減した。2011年には、タクシーへの利用が禁止され、その後も政府機関の購入は続いたものの、大気汚染の一因ともされその環境性能の悪さや安全性の低さもあり、2014年に製造が終了。晩年のアンバサダーはわずかにマイナーチェンジが施され、最終年のモデルにはいすゞ製のエンジンが搭載された。
首相官邸の白いアンバサダーの行列は、インドのシンボルともなっていた。タクシーは黒と黄色に塗色されたものが多く、コルカタなど古い町では今なお多く見かけるが、路上のあちこちで故障し、修理している風景を目にすることができる。製造終了後も、自動車の使用期間の長いインドでは当分見ることができる。

### 商標権売却
2017年2月には、フランスの自動車大手グループPSA（旧プジョーシトロエングループ）に、1月に提携したインド財閥CKビルラ・グループの自動車メーカーであるヒンドゥスタン・モーターズから「アンバサダー」の商標権などが移譲された。譲渡額は8億ルピーだった。PSAはCKビルラ・グループとの提携で、1990年代にいったん撤退したインド市場に再参入することが発表され、タミルナド州に1億ユーロを投じ、車両製造工場の建設を計画、同グループの部品メーカーとのエンジン生産も手掛ける。PSAは知名度の高いアンバサダーのブランド力を利用するのではと推測され、当初は10万台の生産能力を見込む。